# Poczołków
Poczołków (dodatkowa nazwa w j. niem. Poscholkau) – wieś w Polsce, położona w województwie opolskim, w powiecie oleskim, w gminie Zębowice. 
W latach 1975–1998 wieś należała administracyjnie do województwa opolskiego.

## Nazwa
27 kwietnia 1936 r. w miejsce nazwy Poscholkau wprowadzono nazwę Buschweiler. 1 czerwca 1948 r. nadano miejscowości polską nazwę Poczołków.

## Integralne części wsi
| SIMC    | Nazwa        | Rodzaj     |
| ------- | ------------ | ---------- |
| 0505757 | Borownica    | przysiółek |
| 0505763 | Wierzchowina | przysiółek |

## Demografia
W 1925 r. w miejscowości mieszkało 151 osób, a w 1933 r. 185 osób.

## Historia
Do głosowania podczas plebiscytu uprawnionych było w Poczołkowie 96 osób, z czego 83, ok. 86,5%, stanowili mieszkańcy (w tym 83, ok. 86,5% całości, mieszkańcy urodzeni w miejscowości). Oddano 95 głosów (ok. 99,0% uprawnionych), w tym 95 (100%) ważnych; za Polską głosowało 61 osób (ok. 64,2%), a za Niemcami 34 osoby (ok. 35,8%).
1 kwietnia 1939 r. Poczołków włączono do Kadłuba Wolnego.